# World of Good
World of Good — американский импортёр и торговый посредник, который на принципах справедливой торговли продвигает товары ручной работы, произведённые кустарями, кооперативами и некоммерческими организациями в развивающихся странах, на американский рынок. 10 % своей прибыли World of Good жертвует на развитие ремёсел и справедливой торговли в США. 
World of Good основан в 2004 году студентами бизнес-школы. В первый год работы компания продала более 100 тыс. изделий ручной работы, произведённых 133 группами из 31 страны, чем поддержала более 2,5 тыс. ремесленников и их семьи. Вырученные средства шли на различные социальные программы, в том числе на увеличение занятости среди женщин, больных СПИДом, строительство школ, борьбу с детским трудом, помощь жертвам стихийных бедствий, образовательные и медицинские проекты.
В 2008 году интернет-магазин eBay стал партнёром World of Good, запустив продажу товаров по фиксированным ценам через WorldofGood.com (кроме покупки изделий социальной или экологической направленности на страницах магазина можно узнать о непосредственных производителях товаров). Кроме того, компания запустила собственный бренд товаров Original Good. В 2009 году Всемирный экономический форум включил основателя World of Good Прийя Хаджи в число молодых глобальных лидеров.  
К 2010 году World of Good повлиял на жизнь более 40 тыс. ремесленников из 70 стран мира, соединив их с миллионами американских покупателей. Дочерние структуры World of Good помогали женщинам с низкими доходами из развивающихся стран начать своё дело. В 2010 году eBay полностью выкупил бренд и онлайн-активы World of Good, сделав компанию одним из крупнейших в мире продавцов ремесленных и экологических товаров (оптовое подразделение, розничные каналы сбыта и дизайнерская линия одежды были куплены организацией GreaterGood).  